# Wabbit
Un wabbit est un type de logiciel malveillant qui s'autoréplique. Contrairement aux virus, il n'infecte pas les programmes ni les documents. Contrairement aux vers, il ne se propage pas par les réseaux.
En plus de s'autorépliquer rapidement, les wabbits peuvent avoir d'autres effets malveillants. Un exemple de wabbit est la bombe fork, du nom de la commande Unix exploitée : fork.

## Origine du terme
L'origine probable du terme est la prononciation du personnage de bande dessinée Elmer Fudd (de l'univers de Bugs Bunny) du mot « rabbit » (en anglais : lapin). Ce personnage est un chasseur (entre autres de lapins, comme Bugs Bunny) dont les capacités intellectuelles sont ridiculisées, entre autres, par son incapacité à prononcer les « r » : « rabbit » devient donc « wabbit ». Par ailleurs, il est connu que les lapins se reproduisent à une très grande vitesse.